# Deutsche Poolbillard-Meisterschaft 2008 (Senioren)
Die Deutsche Poolbillard-Meisterschaft 2008 war die 24. Austragung zur Ermittlung der nationalen Meistertitel der Senioren in der Billardvariante Poolbillard. Sie wurde im Rahmen der Deutschen Billard-Meisterschaft in der Wandelhalle in Bad Wildungen ausgetragen.
Es wurden die Deutschen Meister in den Disziplinen 14/1 endlos, 8-Ball, 9-Ball und 8-Ball-Pokal ermittelt.

## Medaillengewinner
| Disziplin    | Gold                               | Silber                             | Bronze                                | Bronze                          |
| ------------ | ---------------------------------- | ---------------------------------- | ------------------------------------- | ------------------------------- |
| 14/1 endlos  | Reiner Wirsbitzki (PBC Berrenrath) | Carsten Hölzer (PSV Duisburg)      | Ralf Wack (PBC Fortuna Bexbach)       | Harald Schröter (PBF Pforz Eil) |
| 8-Ball       | Günter Geisen (BC Oberhausen)      | Reiner Wirsbitzki (PBC Berrenrath) | Holger Gries (1. PBC Karben)          | Christian Schoof (PBC Schipkau) |
| 9-Ball       | Harald Schröter (PBF Porz Eil)     | Reiner Wirsbitzki (PBC Berrenrath) | Jürgen Ritter (BSF Kurpfalz)          | Eugen Rosenau (BC Feuersee)     |
| 8-Ball-Pokal | Reiner Wirsbitzki (PBC Berrenrath) | Heiko Müller (PBC Fortuna Bexbach) | Andreas Fresenborg (Astoria Walldorf) | Holger Gries (1. PBC Karben)    |

## Modus
Die 32 Spieler, die sich über die Landesmeisterschaften der Billard-Landesverbände qualifiziert haben, spielten zunächst im Doppel-KO-System. Ab dem Viertelfinale wurde im KO-System gespielt.

## Wettbewerbe
Aus Gründen der Übersichtlichkeit werden im Folgenden jeweils nur die 16 bestplatzierten Spieler notiert.

### 14/1 endlos
| Platz | Spieler           | Verein                     |
| ----- | ----------------- | -------------------------- |
| 1     | Reiner Wirsbitzki | PBC Berrenrath             |
| 2     | Carsten Hölzel    | PSV Duisburg 1920          |
| 3     | Ralf Wack         | PBF Fortuna Bexbach        |
| 3     | Harald Schröter   | PBF Porz Eil               |
| 5     | Holger Gries      | 1. PBC Karben              |
| 5     | Thomas Damm       | 1. PBC Gera                |
| 5     | Heiko Müller      | PBC Fortuna Bexbach        |
| 5     | Peter Lau         | BC Queue Hamburg           |
| 9     | Bruno Ernst       | PBC Trier                  |
| 9     | Rudi Zick         | 1. PBC Rot-Gelb Aachen     |
| 9     | Eugen Rosenau     | BC Feuersee                |
| 9     | Ralf Kostewitsch  | PBC Soest                  |
| 13    | Siegfried Bund    | Nippeser Pool Freunde Köln |
| 13    | Wolfgang Siethoff | PBC Fortuna Bexbach        |
| 13    | Dieter Sellbach   | 1. PBC Rheinbach           |
| 13    | Michael Reimer    | PBC Kreuzberg              |

### 8-Ball
| Platz | Spieler           | Verein                 |
| ----- | ----------------- | ---------------------- |
| 1     | Günter Geisen     | BC Oberhausen          |
| 2     | Reiner Wirsbitzki | PBC Berrenrath         |
| 3     | Holger Gries      | 1. PBC Karben          |
| 3     | Christian Schoof  | PBC Schipkau           |
| 5     | Peter Lau         | BC Queue Hamburg       |
| 5     | Ralf Wack         | PBC Fortuna Bexbach    |
| 5     | Rudi Zick         | 1. PBC Rot-Gelb Aachen |
| 5     | Michael Kasper    | 1. PBC Joker Geldern   |
| 9     | Jürgen Ritter     | BSF Kurpfalz           |
| 9     | Roman Arnold      | BF Weinheim-Viernheim  |
| 9     | Andreas Leykamm   | 1. PBC Karben          |
| 9     | Eugen Rosenau     | BC Feuersee            |
| 13    | Horst Sterl       | PB Deggendorf          |
| 13    | Thomas Damm       | 1. PBC Gera            |
| 13    | Klaus Schumacher  | PBC Soest              |
| 13    | Heiko Müller      | PBC Fortuna Bexbach    |

### 9-Ball
| Platz | Spieler           | Verein                 |
| ----- | ----------------- | ---------------------- |
| 1     | Harald Schröter   | PBF Porz Eil           |
| 2     | Reiner Wirsbitzki | PBC Berrenrath         |
| 3     | Jürgen Ritter     | BSF Kurpfalz           |
| 3     | Eugen Rosenau     | BC Feuersee            |
| 5     | Rudi Zick         | 1. PBC Rot-Gelb Aachen |
| 5     | Achim Gharbi      | BSV Miltenberg         |
| 5     | Roman Arnold      | BF Weinheim-Viernheim  |
| 5     | Thomas Damm       | 1. PBC Gera            |
| 9     | Ralf Kostewitsch  | PBC Soest              |
| 9     | Ralf Wack         | PBC Fortuna Bexbach    |
| 9     | Günter Geisen     | BC Oberhausen          |
| 9     | Christian Schoof  | PBC Schipkau           |
| 9     | Thomas Fritzsch   | PBC Schipkau           |
| 9     | Michael Wolff     | BV Fortuna Straubing   |
| 9     | Boris Grunow      | BC Colours Benrath     |
| 9     | Richard Hartmann  | PBC Sand               |